# Žydrūnas Savickas
Žydrūnas Savickas, né le 15 juillet 1975 à Biržai, est un homme fort et dynamophile lituanien. Il a remporté l'Arnold Strongman Classic en 2003, 2004, 2005, 2006, 2007, 2008, 2014 et 2016, le Fortissimus en 2009, ainsi que quatre fois The World's Strongest Man : en 2009, 2010, 2012 et 2014. Il termine également six fois deuxième de cette compétition, derrière Brian Shaw à trois reprises, Mariusz Pudzianowski (deux fois) et une fois derrière Vasyl Virastyuk. Il est souvent considéré comme l'homme le plus fort de l'époque contemporaine.

## Records mondiaux
- Épaulé et presse d'essieu d’Apollon pour huit répétitions (aujourd'hui partagé avec Brian Siders et Mikhail Koklyaev) ;
- Épaulé et presse d'essieu 215 kg[3].

## Records de Lituanie
- Flexion sur jambes 425,5 kg ;
- Soulevé de terre 407,5 kg.